# Zambales
Koordinaten: 15° 20′ N, 120° 10′ O
Zambales ist eine Provinz auf der Insel Luzon in den Philippinen. Sie gehört zur Verwaltungsregion Central Luzon. Hauptstadt der Provinz ist Iba, die Einwohnerzahl beträgt 590.848 (Zensus 1. August 2015) Personen, die in 13 Stadtgemeinden leben. Die Großstadt Olongapo City ist eine autonome kreisfreie Stadt.

## Geographie

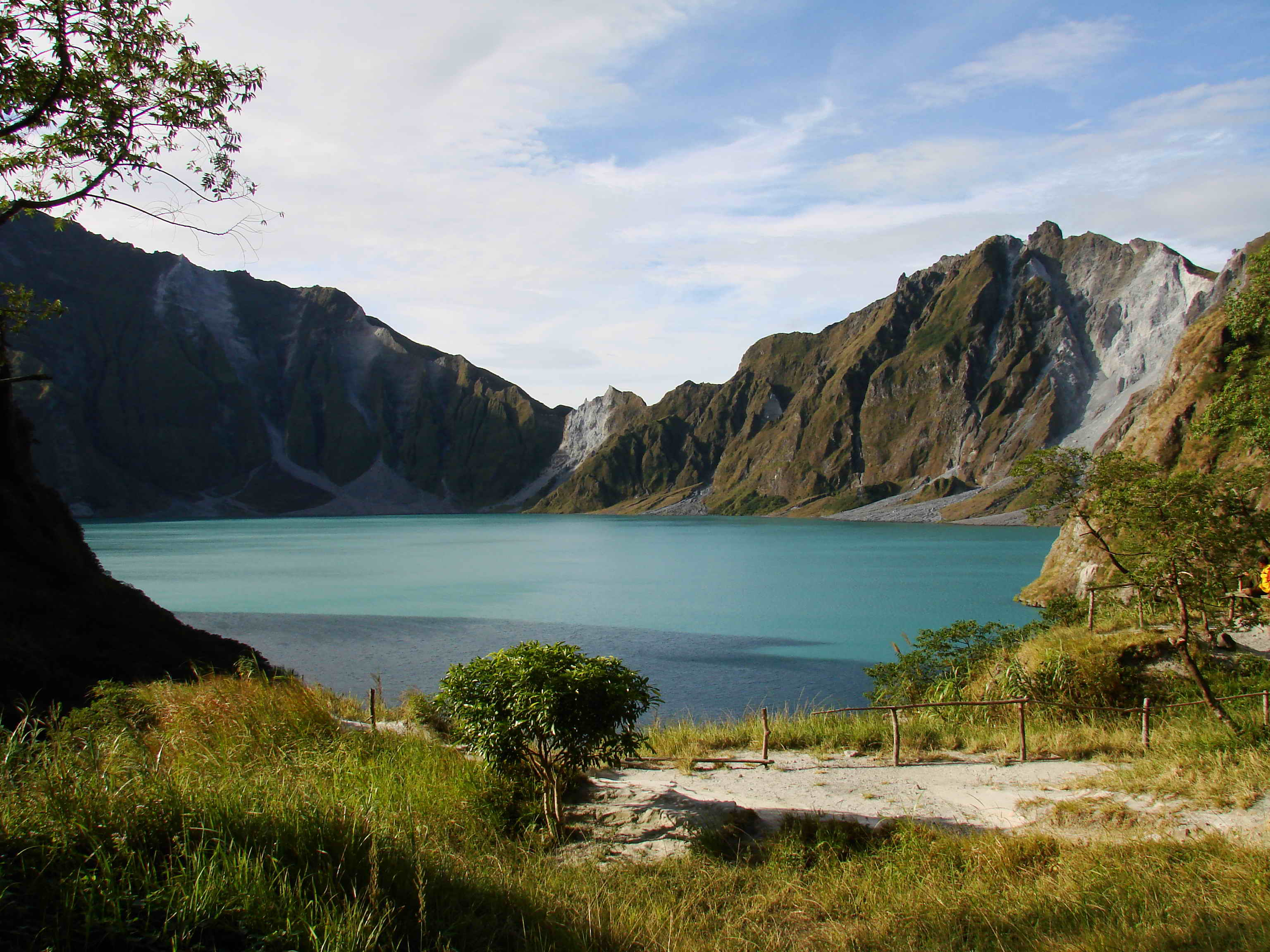
Kratersee des Pinatubo

Die Fläche der Provinz umfasst 3.529,4 km² und liegt an der Westküste der Insel Luzon am Südchinesischen Meer. Ihre Nachbarprovinzen sind Pangasinan im Norden, Tarlac und Pampanga im Osten und Bataan im Süden. Der Gebirgszug der Zambales-Berge dominiert die Topographie der Provinz, der Küstenstreifen ist relativ schmal. Der höchste Berg ist der 2.037 Meter hohe Mount Tapulao, der auch unter dem Namen High Peak bekannt ist. Der bekannteste Berg der Provinz ist der Vulkan Pinatubo, der nach seiner gewaltigen Eruption 1991 nur noch eine Höhe von 1.486 Meter über dem Meeresspiegel erreicht. Vor der Küste der Provinz liegen zahlreiche kleine Inseln, wie San Salvador Island.

## Geschichte

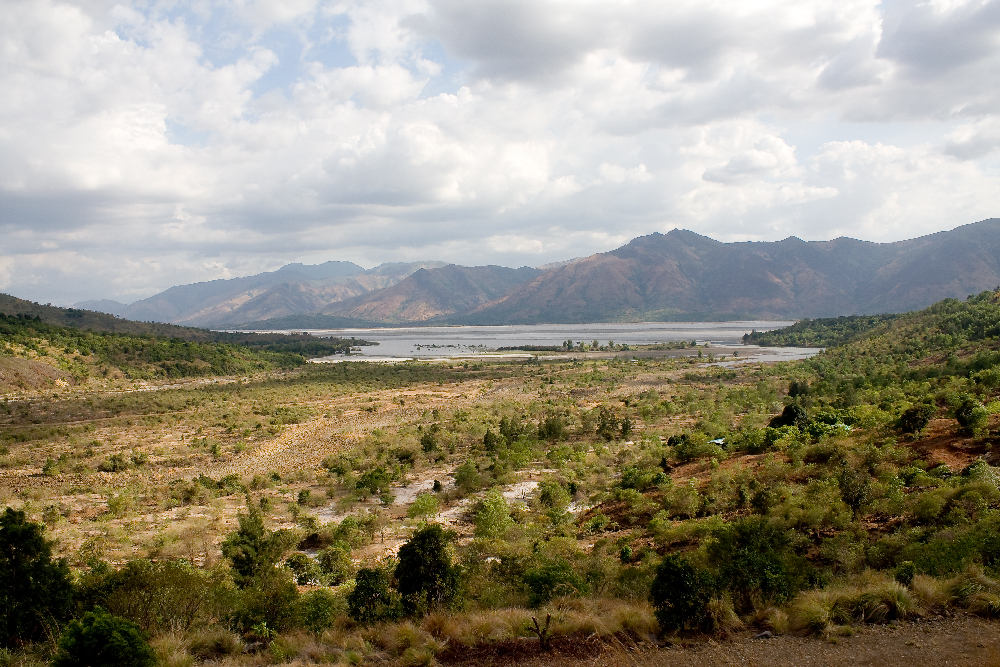
Das Tal des Bucao-Flusses

Über die Geschichte der Provinz in der vorkolonialen Ära ist relativ wenig bekannt; hauptsächlich die mündlich überlieferten Geschichten des Volkes der Aeta und der Negritos geben Auskunft. Aus den Mythen der Urbevölkerung der Negritos geht hervor, dass ihre Herkunft mit der Insel Sulawesi verbunden ist. Es ist anzunehmen, dass bereits seit dem ersten Jahrtausend Handelskontakte mit den Staaten in Ost- und Südostasien bestanden. So wurde die Stadt Tondo in der Bucht von Manila bereits im 9. Jahrhundert gegründet, und der arabische Reisende Ibn Battuta berichtet im 14. Jahrhundert auf seiner Reise nach China vom Aufenthalt im Lande Tawalisi und der Prinzessin Urduja, das viele Wissenschaftler im nördlich gelegenen Pangasinan lokalisieren.
Als erster Europäer erreichte der spanische Konquistador Juan de Salcedo im Jahre 1572 das Gebiet der Provinz und berichtet von unberührten Landschaften, die mit einer dichten Vegetation überwuchert sind. Die ersten Stadtgemeinden entstanden bereits Anfang des 17. Jahrhunderts. 1607, 1611 und 1612 wurden bereits Masinloc, Iba and Santa Cruz nachweislich gegründet. Masinloc war auch die erste Hauptstadt der Provinz, bevor die strategisch günstiger gelegene Stadt Iba Hauptstadt der Provinz wurde. Der Name Zambales entstammt der Malaiischen Sprache und wurde Zambal ausgesprochen, die spanischen Eroberer verwendeten seit ihrer Ankunft diese Bezeichnung für die Region.

## Sehenswürdigkeiten

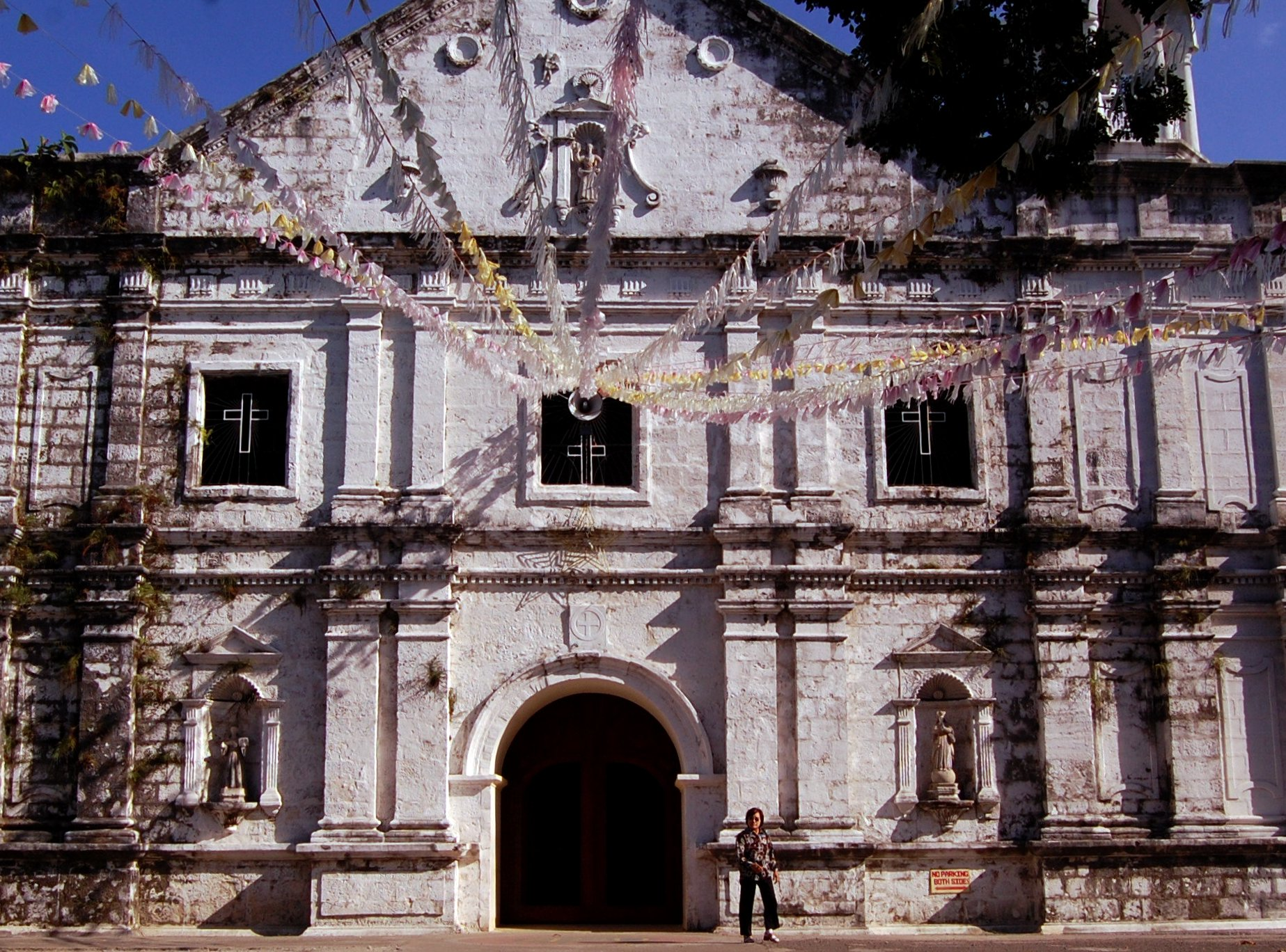
San-Andres-Kirche in Masinloc

Das Magsaysay Ancestral House liegt in Castillejos und ist das Haus des dritten Präsidenten der Philippinen Ramon Magsaysay, es beherbergt heute ein kleines Museum, das über den Präsidenten und seine Familie informiert. Der Looc-See liegt ebenfalls in der Gemeinde Castillejos und liegt in einer unberührten Natur, die dem Besucher die ursprüngliche Natur von Zambales präsentiert. Die Aanawangin-Bucht liegt in der Gemeinde San Antonio und besitzt einen der längsten Sandstrände der Provinz. Die San-Augustine-Kirche in Iba gilt als eine der schönsten Kirchen der Provinz, und die San-Andres-Kirche in Masinloc gilt als eine der ältesten Kirchenbauten in der Provinz Zambales, die Pfarrei wurde bereits im Jahre 1607 gegründet. Kitsie’s Crocodiles Farm in der Gemeinde Botolan präsentiert seltene Tierarten der Philippinen, wie das seltene Philippinen-Krokodil. Die touristische Hauptattraktion der Provinz ist der Vulkan Pinatubo mit seinem Kratersee. Der höchste Berg der Provinz, Mount Tapulao, ist über Wanderwege erreichbar und bietet einen atemberaubenden Panoramablick über die Zambales-Berge. Im Süden der Provinz liegt das Subic Watershed Forest Reserve.

## Verwaltungsgliederung

### Städte
- Olongapo City, autonome kreisfreie Stadt

### Stadtgemeinden
- Subic
- Castillejos
- San Marcelino
- San Antonio
- San Narciso
- San Felipe
- Cabangan
- Botolan
- Iba
- Palauig
- Masinloc
- Candelaria
- Santa Cruz